# Gabby Adcock
Gabrielle Marie "Gabby" Adcock (født 30. september 1990; født White) er en engelsk badmintonspiller.

## Karriere
Gabby begyndte at spille badminton i en alder af 10 år, i badmintonklubben på hendes skole og blev en fuldtidsspiller lige efter skolen i en alder af 16 år.[kilde mangler] Hun konkurrerer i badminton, som specialist i double. I 2007 vandt hun en bronzemedalje ved det europæiske junior badminton-mesterskab i pigernes double, sammen med Mariana Agathangelou. Ved BWF verdensmesterskabet for juniorer i 2007 vandt hun en sølvmedalje i mixdouble, sammen med Chris Adcock. De blev besejret af Lim Khim Wah og Ng Hui Lin fra Malaysia i finalen med resultatet 25-23, 20-22 og 19-21. Før OL i London blev hun parret med Robert Blair og Jenny Wallwork, skønt begge par ikke kvalificerede sig. 